# Maximiliánova fontána
La Maximiliánova fontána es la fuente más famosa de Bratislava, la capital de Eslovaquia, así como uno de los monumentos importantes de la ciudad. Se encuentra en el casco antiguo, en la plaza principal.
Su construcción fue ordenada por Maximiliano II, rey de Hungría, en 1572 para proporcionar suministro público de agua. La fuente está coronada por una estatua de Maximiliano retratado como un caballero en una armadura llena esculpida por el maestro A. Lutringer. Su aspecto actual conserva probablemente mucho de su aspecto original, aunque la han modificado y reconstruido varias veces.
Actualmente el acceso al agua es complicado debido a la altura y por ello no se suele ver a personas tomando de ella.

Posee más de 5 cañones de agua, algunos de ellos rebotan en la palangana superior, los que salen desde los ángeles y otros de ellos, los que salen desde las cabezas de León, caen de manera directa a la palangana inferior.